# Liste des parcs à Bakou
Bakou, la capitale de l'Azerbaïdjan, dispose de parcs situés dans différents quartiers de la capitale et dans la banlieue de la presqu'île d’Absheron. Ce qui suit est une liste incomplète.
| Park                                                    | Description | Photograph |
| ------------------------------------------------------- | --- | ---------- |
| Le parc maritime de Bakou                               | Le parc maritime de Bakou (généralement appelé le Boulevard) est situé dans le centre de la capitale. Le parc a été fondé en 1909. En 2014, une grande roue a été ajoutée au parc.                                                                          |            |
| La place des fontaines                                  | La place des fontaines est la place principale de Bakou et comprend plusieurs fontaines et monuments du XIXe siècle. |            |
| Le jardin Khagani                                       | Le Jardin Khagani est l'un des plus anciens parcs de Bakou. |            |
| La fontaine dans le Jardin de la Philharmonie de Bakou. | Le Jardin de la Philharmonie de Bakou est situé en face de l’ancienne résidence du gouverneur de Bakou et est donc souvent appelé maison du gouverneur. |            |
| Le parc Upland                                          | Le parc Upland est situé à côté de la place de la ville et s’étend le long du Parc maritime. Le parc a été construit par l’architecte Lev Ilyin en utilisant des matériaux locaux.                                                                          |            |
| Le parc d'Izmir                                         | Le parc d'Izmir a longtemps été largement appelé jardin des pompiers, car il est situé à côté de la caserne des pompiers de la ville. La ville d'Izmir, dont il porte le nom, est l’une des villes jumelles de Bakou.                                       |            |
| Le jardin Aliagha Vahid                                 | Ce jardin est situé derrière la station de métro Icherisheher et entouré de bâtiments historiques de la vieille ville. Le buste de Aliagha Vahid était autrefois situé dans le jardin de la Philharmonique, mais a été placé dans ce jardin en 2008.        |            |
| Le parc Dede Korkut                                     | Ce parc est nommé d’après un monument de l’épopée du livre de Dede Korkut, réalisé par le sculpteur et artiste Gerush Babayev. |            |
| Place Sabir                                             | C’est l’une des places centrales de Bakou. Elle faire face le mur de la forteresse de la vieille ville sur le côté sud et la rue de Istiglaliyyat la longe au nord. La place a été créée en 1920, et en 1922 le monument à Mirza Alakbar Sabir a été érigé. |            |
| Jardin botanique de Bakou                               | Le jardin botanique de l’Académie des sciences de l’Azerbaïdjan a été fondé en 1935 avec le concours de l’Institut de Botanique. Le parc de 16 hectares abrite différents arbres et plantes, dans des zones ouvertes et fermées.                            |            |
| Arboretum de Mardakan                                   | Cet arboretum, situé à Mardakan, a été acheté et ouvert au public en 1920. |            |